# 南 (和光市)
南（みなみ）は、埼玉県和光市の町名。現行行政地名は南一丁目および二丁目。郵便番号は351-0104。

## 地理
和光市の南部に位置する。東京都練馬区大泉町などと接する。キャンプドレイクの跡地には司法研修所や税務大学校裁判所職員総合研修所などの施設が東京都内から移転している。県境は鋭角になっている部分が多く司法研修所内に境界が走っている。

## 歴史
かつての下新倉村と白子村の南部にあたる。

### 沿革
- 1889年（明治22年）4月1日 - 町村制施行によって下新倉村と白子村が合併し、新座郡白子村が成立。
- 1896年（明治29年）3月29日 - 新座郡の北足立郡への編入に伴い、所属郡が北足立郡となる。
- 1943年（昭和18年）4月1日 - 新倉村と白子村が合併し、大和町が成立。
- 1970年（昭和45年）10月31日 - 大和町が市制施行に伴い名称変更、和光市となる。大字下新倉と大字白子の各一部から南一・二丁目が成立[4]。

## 世帯数と人口
2017年（平成29年）10月1日現在の世帯数と人口は以下の通りである。
| 丁目     | 世帯数    | 人口    |
| -------- | --------- | ------- |
| 南一丁目 | 2,880世帯 | 6,843人 |
| 南二丁目 | 787世帯   | 1,119人 |
| 計       | 3,667世帯 | 7,962人 |

## 小・中学校の学区
市立小・中学校に通う場合、学区は以下の通りとなる。
| 丁目     | 番地 | 小学校             | 中学校             |
| -------- | ---- | ------------------ | ------------------ |
| 南一丁目 | 全域 | 和光市立第五小学校 | 和光市立第三中学校 |
| 南二丁目 | 全域 | 和光市立第五小学校 | 和光市立第三中学校 |

## 交通

### 道路
- 東京外環自動車道
- 東京都道・埼玉県道68号練馬川口線（笹目通り）
- 東京都道・埼玉県道108号東京朝霞線（別荘橋通り）
- 桃手通り

### 路線バス
- 和01（東武）和光市駅南口～司法研修所循環
- 和06（東武）和光市駅南口～成増駅南口
- 和08（東武）和光市駅南口～裁判所職員総合研修所
- 和09（東武）和光市駅南口～埼玉病院
- 増32（東武）成増駅南口～南大和
- 泉33（西武）大泉学園駅北口～成増駅南口
- 泉34（西武）長久保～成増駅南口
- 泉39（西武）大泉学園駅北口～和光市駅南口
- 和40（西武）和光市駅南口～長久保

## 施設
- 司法研修所
- 税務大学校
- 裁判所職員総合研修所